# Aluchemie

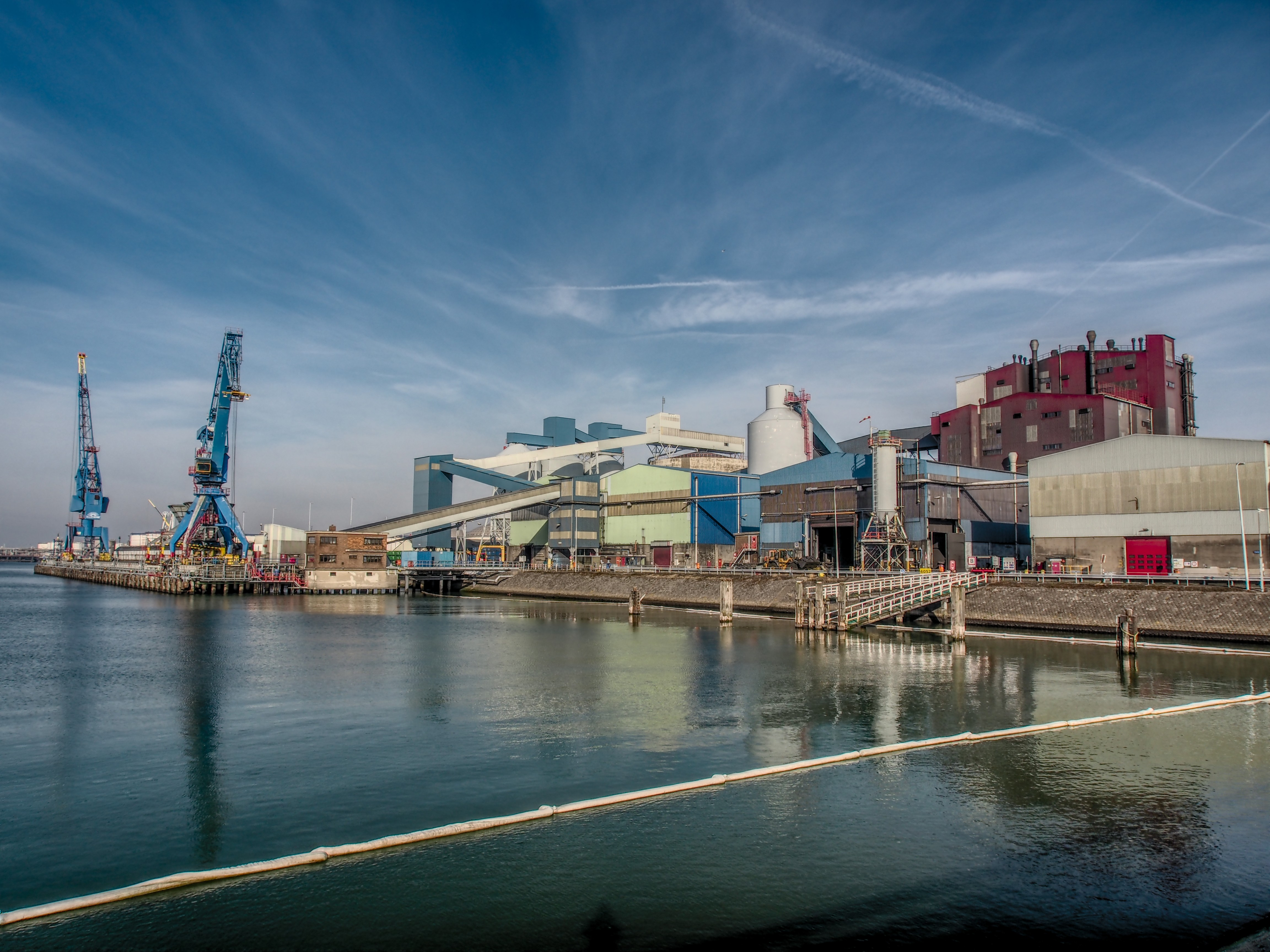
Aluchemie grenzend aan de derde Petroleumhaven, in 2018.

Aluminium & Chemie Rotterdam BV, beter bekend als Aluchemie, was een bedrijf aan de Oude Maasweg 80 in het Botlekgebied te Rotterdam. De fabriek vervaardigde koolstofanoden voor de aluminiumproductie en was de grootste stand-alone anodenfabriek ter wereld. De grondstoffen voor de vervaardiging van anoden zijn petroleumcokes en pek.

## Geschiedenis
Het bedrijf werd in 1966 opgericht door Alusuisse en in 2000 werd Norsk Hydro mede-eigenaar. In 2000 fuseerde Alusuisse met Alcan. Alcan ging in 2007 samen met Rio Tinto. Aluchemie werd daarmee een joint venture tussen Rio Tinto en Hydro.
Op 16 februari 2021 werd bekendgemaakt dat de productie stopt en de fabriek is vanaf 31 december 2021 gesloten. Hierdoor vervielen 220 banen.

## Productie
De productiecapaciteit van Aluchemie bedroeg 500 kton anode per jaar. In 2009 werd een productie van 424 kton gecalcineerde anoden gerealiseerd. Hiervoor was 305 kton petroleumcokes nodig, en 79 kton anodenresten werden eveneens gebruikt. Daarnaast was ongeveer 70 kton pek nodig. Deze grondstoffen werden veelal per schip aangevoerd.
De petroleumcokes werd gemalen en gebonden met pek. Dit geheel wordt in vormen geperst of getrild en vervolgens gebakken. Hierbij ontstaan luchtemissies van fluorhoudende verbindingen en dergelijke, die moeten worden gezuiverd. Het bedrijf had drie productielijnen, vier vormmachines en zeven ovens. In de ovens werden de anodeblokken gebakken, dit proces (calcineren) duurt 14 dagen. Aluchemie was continue in  bedrijf, in ploegendiensten werd zeven dagen per week en 24 uur per dag gewerkt.
Per ton aluminium is ongeveer 500 kg anoden nodig. Tijdens het productieproces van aluminium wordt het grootste deel van deze anodes opgebrand. Wat overblijft wordt hergebruikt in de anodefabriek.
Bij de productie komt veel zwaveldioxide vrij en jarenlang lag de zwaveldioxide uitstoot bij het bedrijf boven de toegestane hoeveelheid. Het Openbaar Ministerie bracht de zaak voor de rechter en eiste ruim 11 miljoen euro. Volgens justitie had Aluchemie meer moeten investeren in rookgasreinigingsinstallaties om zo de emissies te beperken, maar heeft dit niet gedaan. Dit financieel voordeel eiste justitie op, maar zowel de rechter als het gerechtshof wezen de eis af.

## Verkoop terrein
In april 2023 werd bekend dat Advario Projects het verlaten terrein in het Botlekgebied van Aluchemie overneemt. Het bedrijf wil op het 26 hectare grote terrein een terminal voor energieopslag inrichten. De locatie is relatief gemakkelijk aan te sluiten op bestaande waterstof- en stikstofpijpleidingen. Aluchemie RGS zal alle bestaande bovengrondse infrastructuur slopen. Dura Vermeer verwijdert alle ondergrondse infrastructuur en saneert de bodem. Medio 2026 wordt het terrein aan Advario overgedragen. De onderneming heeft wereldwijd meer dan tien terminals, waarvan twee in Antwerpen.